# Catocala armandi
Catocala armandi és una espècie de papallona nocturna de la subfamília Erebinae i la família Erebidae.

## Distribució
Es troba al sud-est d'Àsia, incloent el Tibet i Taiwan.

## Descripció
Fa aproximadament 80 mm d'envergadura alar.

## Subespècies
- Catocala armandi armandi
- Catocala armandi shirozui Sugi, 1982 (Taiwan)